# Renesanční sladovna (Nymburk)
Renesanční sladovna v Nymburku se nacházela v místě dnešního domu čp. 470 v ulici U Staré sladovny. Její zbytky jsou chráněny jako kulturní památka České republiky.
Součástí domu č. p. 166 v dnešní ulici U Staré Sladovny bylo v 16. století zařízení určené k výrobě sladu a k vaření a skladování piva. Budova byla za třicetileté války v horních partiích zničena, podzemní části výrobního zařízení sladovny se však uchovaly až do dnešních dnů, kdy je v roce 1996 odhalil záchranný archeologický výzkum. Renesanční sladovna je jedinečným dokladem vaření piva nejen v Nymburce, ale i v celých Čechách. Památka je volně přístupná v pracovních dnech.

## Galerie

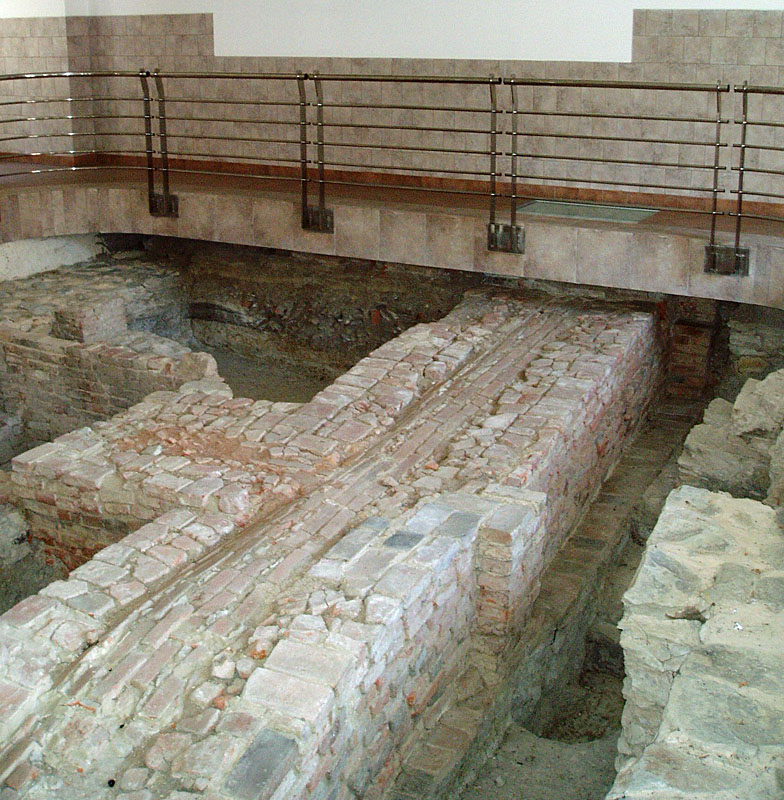
Renesanční sladovna